# Berczy Village
Pour les articles homonymes, voir Berczy.
 (avril 2009).
Si vous disposez d'ouvrages ou d'articles de référence ou si vous connaissez des sites web de qualité traitant du thème abordé ici, merci de compléter l'article en donnant les références utiles à sa vérifiabilité et en les liant à la section « Notes et références ».
Berczy Village est un quartier résidentiel situé à Markham, Ontario, Canada.

## Description
Il est délimité au nord par le Major Mackenzie Drive, à l'est par le McCowan Road, au sud par la 16e Avenue, et à l'ouest par la route Kennedy. Cette zone fait partie du nord de Unionville à l'intérieur de la ville de Markham. La communauté est nommée d'après le fondateur de Markham et de l'un de ses premiers colons, William Berczy. Le nom peut être trouvé sur des plaques de calcaire. 
Le Village est particulièrement connu pour son mélange éclectique de diverses couches sociales et ses nombreux espaces verts, tels que l'on en retrouve dans la plupart des régions au sein de la subdivision.
Berczy Village est l'un des nombreux domaines à travers le pays qui ont adhéré à des initiatives de croissance intelligente de banlieue. La conception urbaine soigneusement planifiée met l'accent sur l'espace ouvert, la protection des zones écologiquement sensibles et la conservation des espaces boisés.